# Natação nos Jogos Olímpicos de Verão de 2016 - 200 m borboleta feminino

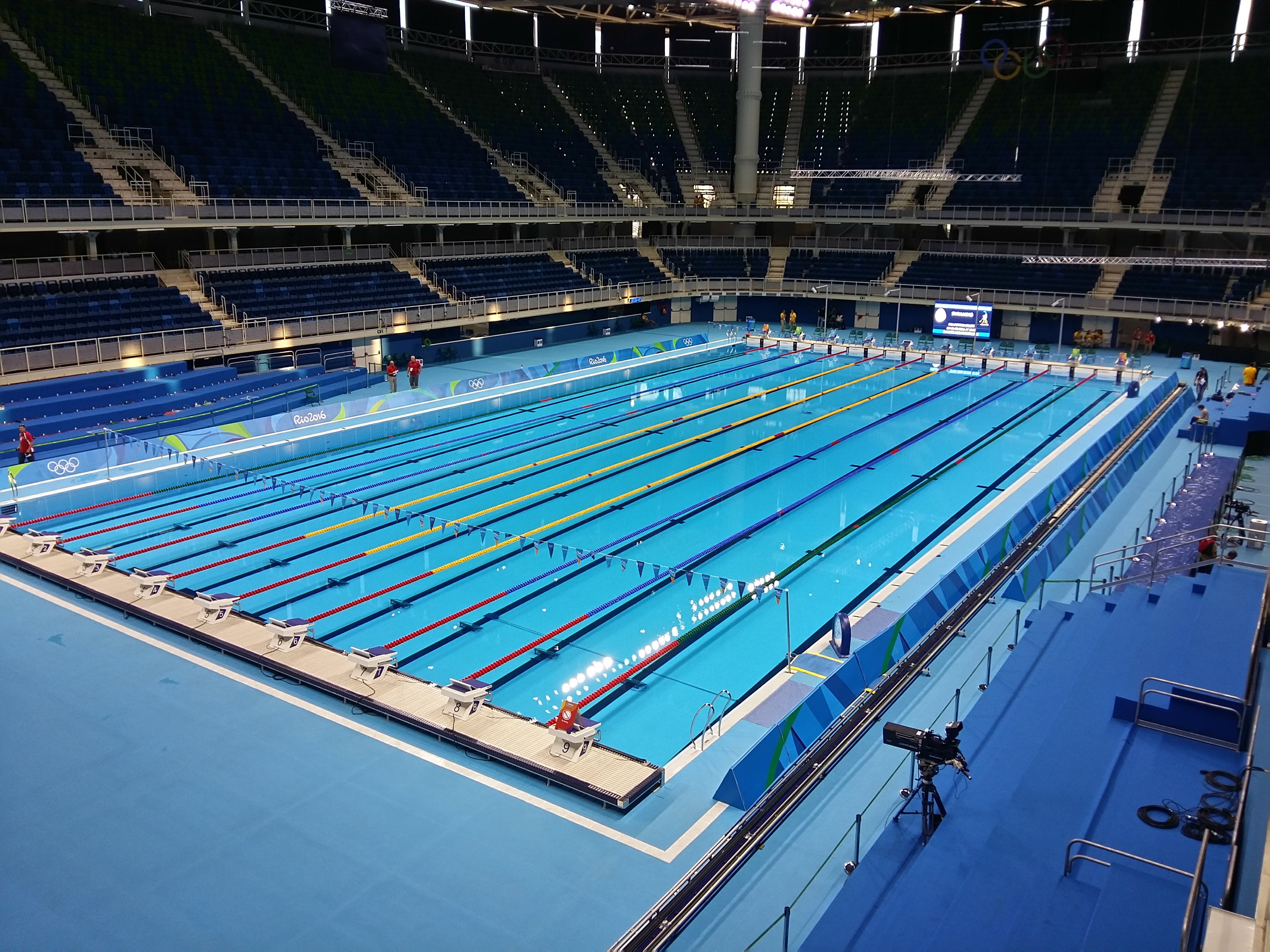
Estádio Aquático Olímpico

A competição dos 200 metros borboleta feminino da natação nos Jogos Olímpicos de Verão de 2016 foi disputada nos dias 9 e 10 de agosto no Estádio Aquático Olímpico.

## Medalhistas
| Ouro   | ESP Mireia Belmonte |
| Prata  | AUS Madeline Groves |
| Bronze | JPN Natsumi Hoshi   |

## Recordes
Antes desta competição, os recordes mundiais e olímpicos da prova eram os seguintes:
| Tipo | Atleta      | Tempo   | Local   | Data                  |
| ---- | ----------- | ------- | ------- | --------------------- |
|      | Liu Zige    | 2:01.81 | Jinan   | 21 de outubro de 2009 |
|      | Jiao Liuyan | 2:04.06 | Londres | 1 de agosto de 2012   |

## Resultados

### Eliminatórias
| Pos. | Elim. | Raia | Nadadora           | CON                | Tempo   | Notas |
| ---- | ----- | ---- | ------------------ | ------------------ | ------- | ----- |
| 1    | 4     | 5    | Mireia Belmonte    | ESP Espanha        | 2:06.64 | Q     |
| 2    | 3     | 5    | Cammile Adams      | USA Estados Unidos | 2:06.67 | Q     |
| 2    | 4     | 2    | Hali Flickinger    | USA Estados Unidos | 2:06.67 | Q     |
| 4    | 4     | 6    | Liliána Szilágyi   | HUN Hungria        | 2:06.99 | Q     |
| 5    | 4     | 4    | Madeline Groves    | AUS Austrália      | 2:07.22 | Q     |
| 6    | 2     | 3    | Suzuka Hasegawa    | JPN Japão          | 2:07.35 | Q     |
| 7    | 3     | 4    | Natsumi Hoshi      | JPN Japão          | 2:07.37 | Q     |
| 8    | 2     | 5    | Zhang Yufei        | CHN China          | 2:07.55 | Q     |
| 9    | 2     | 4    | Franziska Hentke   | GER Alemanha       | 2:07.59 | Q     |
| 10   | 3     | 3    | Brianna Throssell  | AUS Austrália      | 2:07.76 | Q     |
| 11   | 4     | 1    | Martina van Berkel | SUI Suíça          | 2:08.00 | Q     |
| 12   | 4     | 3    | Zhou Yilin         | CHN China          | 2:08.21 | Q     |
| 13   | 2     | 7    | An Se-hyeon        | KOR Coreia do Sul  | 2:08.42 | Q     |
| 14   | 3     | 1    | Anja Klinar        | SLO Eslovênia      | 2:08.43 | Q     |
| 15   | 2     | 6    | Alessia Polieri    | ITA Itália         | 2:08.95 | Q     |
| 16   | 2     | 2    | Audrey Lacroix     | CAN Canadá         | 2:09.21 | Q     |
| 17   | 4     | 8    | Stefania Pirozzi   | ITA Itália         | 2:09.40 |       |
| 18   | 3     | 7    | Lara Grangeon      | FRA França         | 2:09.69 |       |
| 19   | 2     | 1    | Aimee Willmott     | GBR Grã-Bretanha   | 2:09.71 |       |
| 20   | 3     | 2    | Judit Ignacio      | ESP Espanha        | 2:09.82 |       |
| 21   | 4     | 7    | Park Jin-young     | KOR Coreia do Sul  | 2:09.99 |       |
| 22   | 1     | 5    | Nida Eliz Üstündağ | TUR Turquia        | 2:10.02 |       |
| 23   | 2     | 8    | Andreina Pinto     | VEN Venezuela      | 2:10.60 |       |
| 24   | 3     | 8    | Joanna Maranhão    | BRA Brasil         | 2:10.69 |       |
| 25   | 1     | 4    | Helena Gasson      | NZL Nova Zelândia  | 2:12.18 |       |
| 26   | 1     | 3    | Virginia Bardach   | ARG Argentina      | 2:13.58 |       |
| 27   | 1     | 6    | María Far Núñez    | PAN Panamá         | 2:23.89 |       |
| 28   |       |      | Katinka Hosszú     | HUN Hungria        | 9:99.99 | DNS   |

### Semifinais

#### Semifinal 1
| Pos. | Raia | Nadadora          | CON                | Tempo   | Notas |
| ---- | ---- | ----------------- | ------------------ | ------- | ----- |
| 1    | 7    | Zhou Yilin        | CHN China          | 2:06.52 | Q     |
| 2    | 6    | Zhang Yufei       | CHN China          | 2:06.95 | Q     |
| 3    | 2    | Brianna Throssell | AUS Austrália      | 2:07.19 | Q     |
| 4    | 4    | Cammile Adams     | USA Estados Unidos | 2:07.22 | Q     |
| 5    | 3    | Suzuka Hasegawa   | JPN Japão          | 2:07.33 |       |
| 6    | 5    | Liliána Szilágyi  | HUN Hungria        | 2:07.34 |       |
| 7    | 1    | Anja Klinar       | SLO Eslovênia      | 2:09.44 |       |
| 8    | 8    | Audrey Lacroix    | CAN Canadá         | 2:09.95 |       |

#### Semifinal 2
| Pos. | Raia | Nadadora           | CON                | Tempo   | Notas            |
| ---- | ---- | ------------------ | ------------------ | ------- | ---------------- |
| 1    | 3    | Madeline Groves    | AUS Austrália      | 2:05.66 | Q                |
| 2    | 4    | Mireia Belmonte    | ESP Espanha        | 2:06.06 | Q                |
| 3    | 6    | Natsumi Hoshi      | JPN Japão          | 2:06.74 | Q                |
| 4    | 5    | Hali Flickinger    | USA Estados Unidos | 2:07.02 | Q                |
| 5    | 2    | Franziska Hentke   | GER Alemanha       | 2:07.67 |                  |
| 6    | 7    | Martina van Berkel | SUI Suíça          | 2:07.90 | Recorde nacional |
| 7    | 1    | An Se-hyeon        | KOR Coreia do Sul  | 2:08.69 |                  |
| 8    | 8    | Alessia Polieri    | ITA Itália         | 2:09.35 |                  |

### Final
| Pos.              | Raia | Nadadora          | CON                | Tempo   | Notas |
| ----------------- | ---- | ----------------- | ------------------ | ------- | ----- |
| Medalha de ouro   | 5    | Mireia Belmonte   | ESP Espanha        | 2:04.85 |       |
| Medalha de prata  | 4    | Madeline Groves   | AUS Austrália      | 2:04.88 |       |
| Medalha de bronze | 6    | Natsumi Hoshi     | JPN Japão          | 2:05.20 |       |
| 4                 | 8    | Cammile Adams     | USA Estados Unidos | 2:05.90 |       |
| 5                 | 3    | Zhou Yilin        | CHN China          | 2:07.37 |       |
| 6                 | 2    | Zhang Yufei       | CHN China          | 2:07.40 |       |
| 7                 | 7    | Hali Flickinger   | USA Estados Unidos | 2:07.71 |       |
| 8                 | 1    | Brianna Throssell | AUS Austrália      | 2:07.87 |       |

Legenda
| Recorde mundial      | Recorde mundial (World record)               |                       | Recorde africano                      | Recorde africano (African) |                                           | Q | Classificado por posição (Qualified) |
| Recorde olímpico     | Recorde olímpico (Olympic record)            | Recorde da América    | Recorde da América (Americas)         | q                          | Classificado por melhor tempo (Qualified) |   |                                      |
| Melhor marca do ano  | Melhor marca do ano (World leading)          | Recorde asiático      | Recorde asiático (Asian)              | DNS                        | Não largou (Did not start)                |   |                                      |
| Recorde nacional     | Recorde nacional (National record)           | Recorde europeu       | Recorde europeu (European)            | DNF                        | Não terminou (Did not finish)             |   |                                      |
| Recorde pessoal      | Recorde pessoal do atleta (Personal best)    | Recorde da Oceania    | Recorde da Oceania (Oceania)          | DSQ / DQ                   | Desclassificado (Disqualified)            |   |                                      |
| Recorde da temporada | Recorde da temporada do atleta (Season best) | Recorde sul-americano | Recorde sul-americano (South America) | NM                         | Sem marca (No mark)                       |   |                                      |